# 朝日通停留場
朝日通停留場（日语：／ Asahidōri teiryūjō */?）是一個位於鹿兒島縣鹿兒島市名山町與金生町，屬於鹿兒島市電的電車站。

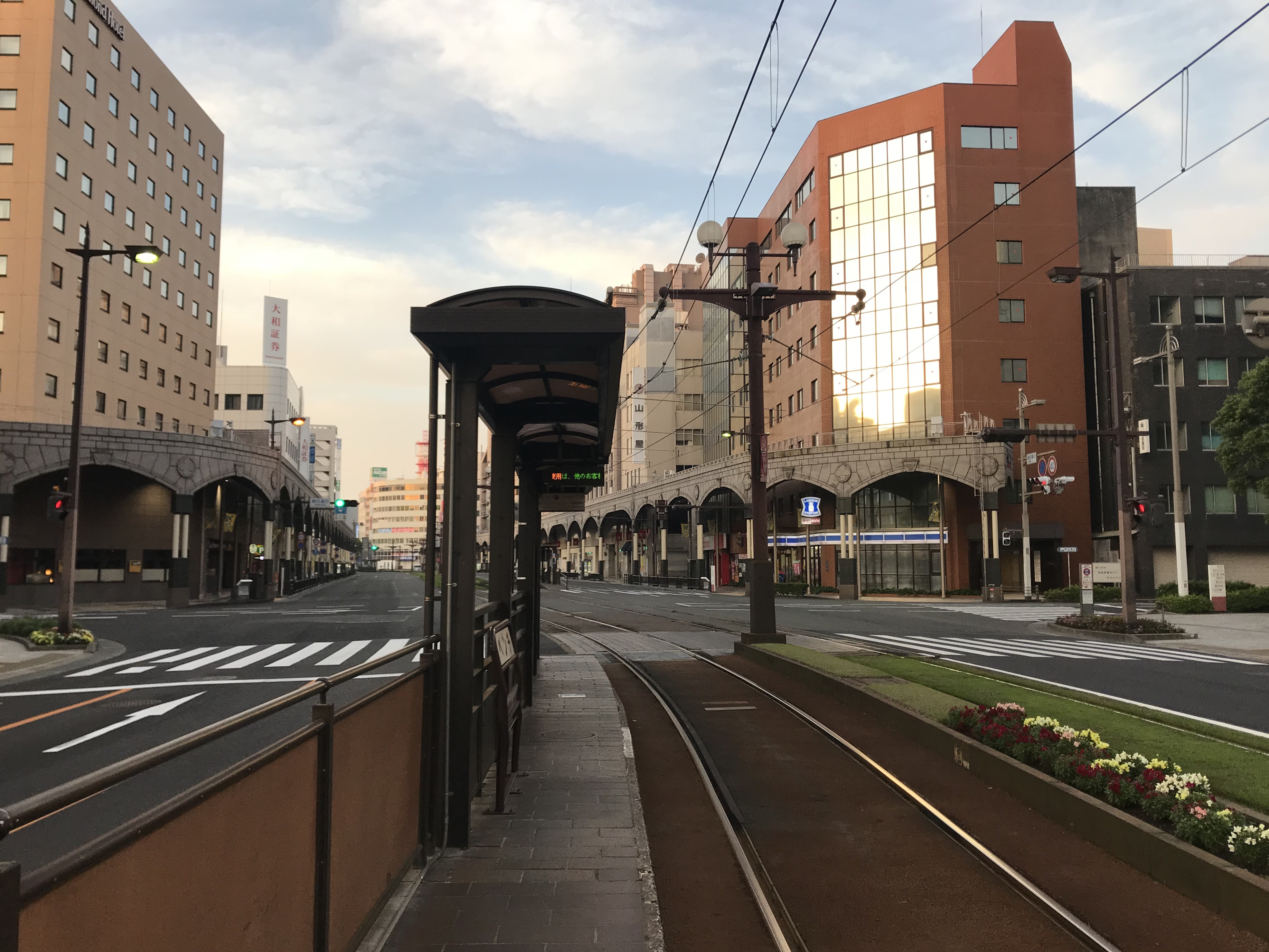
往石燈籠方向的月台（2018年5月）

## 相鄰車站
鹿兒島市交通局
鹿兒島市電1系統、2系統
市役所前－朝日通－石燈籠通